# Maison Vogelsberger

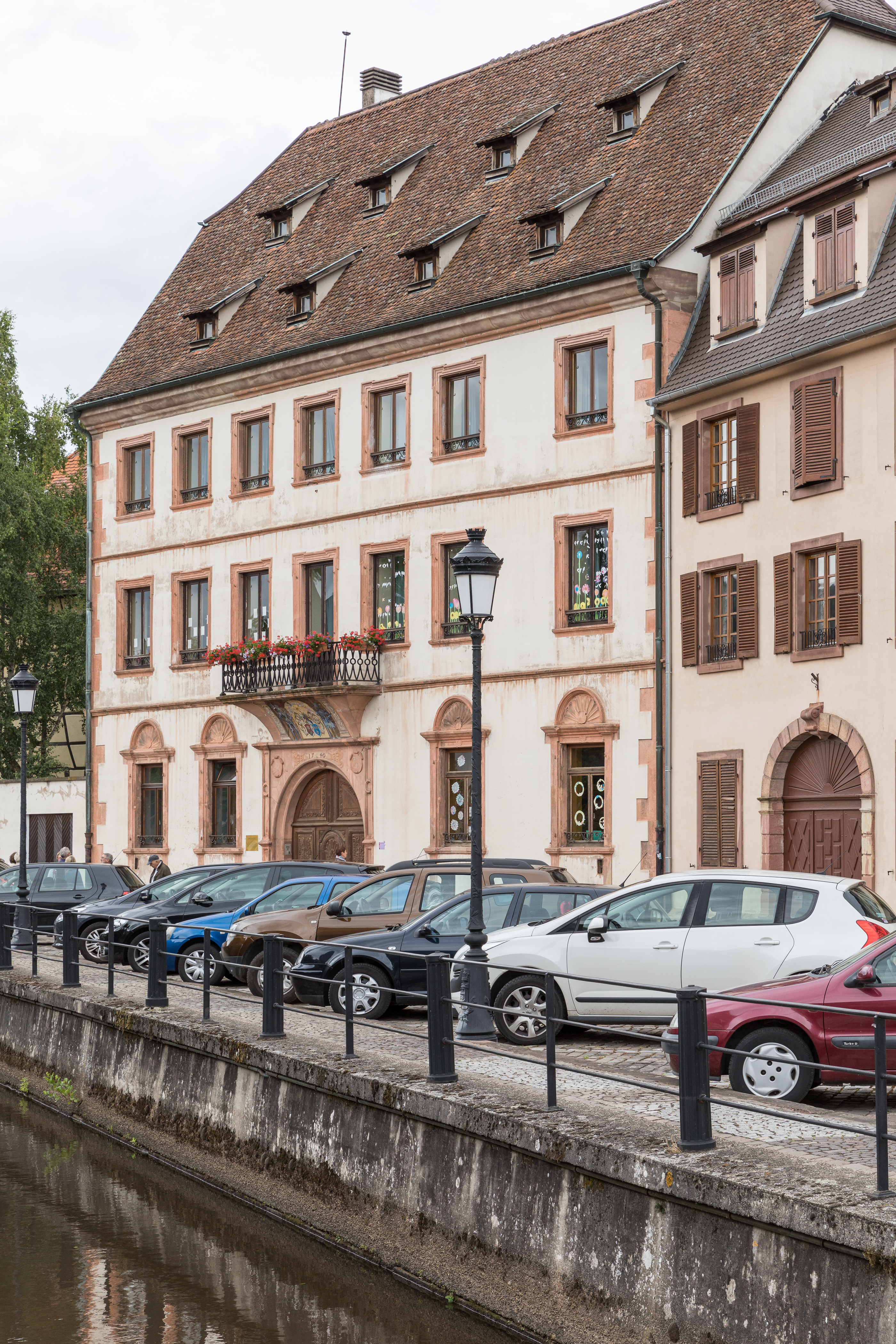
Maison Vogelsberger

Die Maison Vogelsberger ist ein denkmalgeschütztes Gebäude im elsässischen Weißenburg (2 quai Anselmann).

## Geschichte

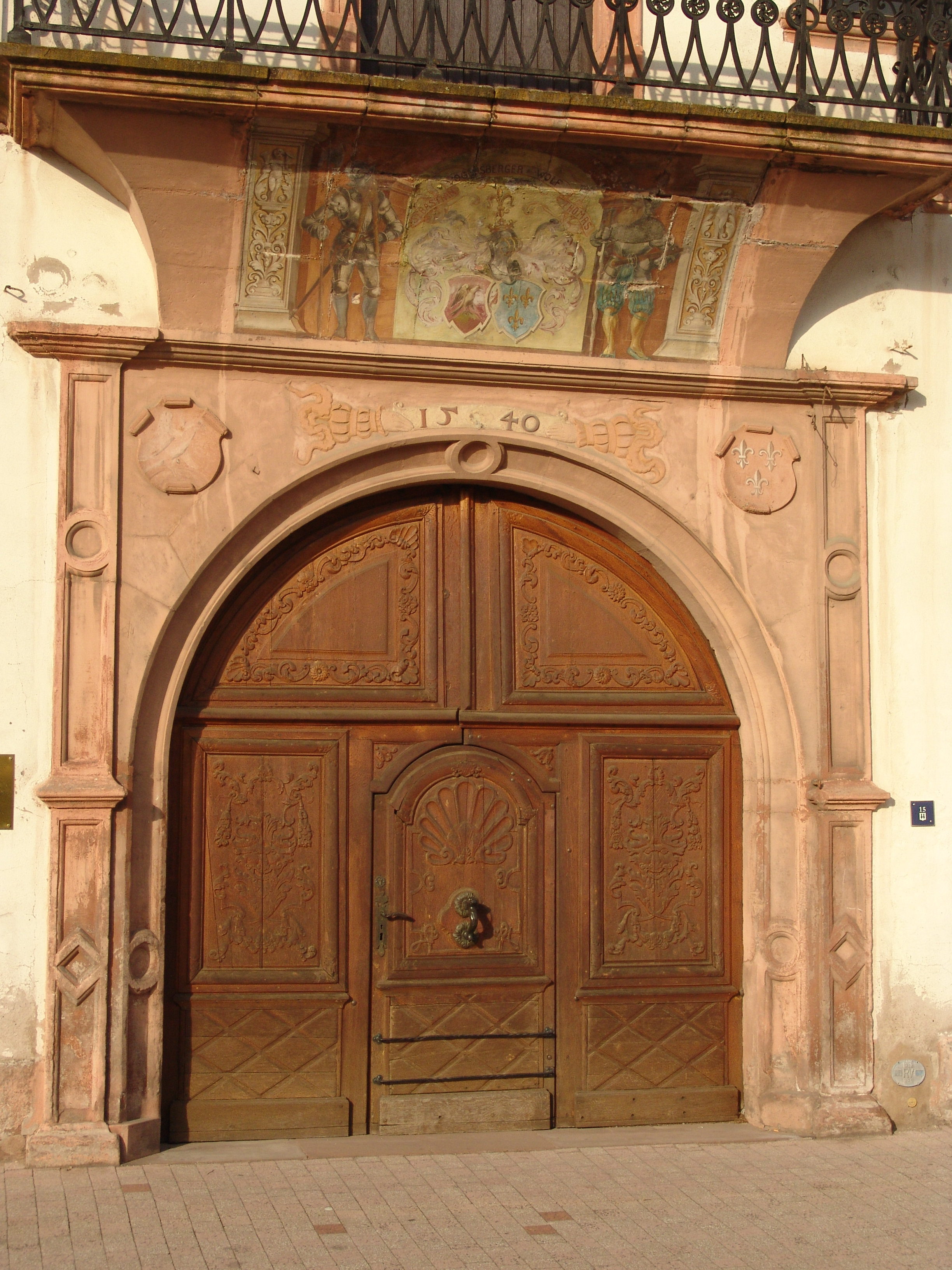
Maison Vogelsberger Portal

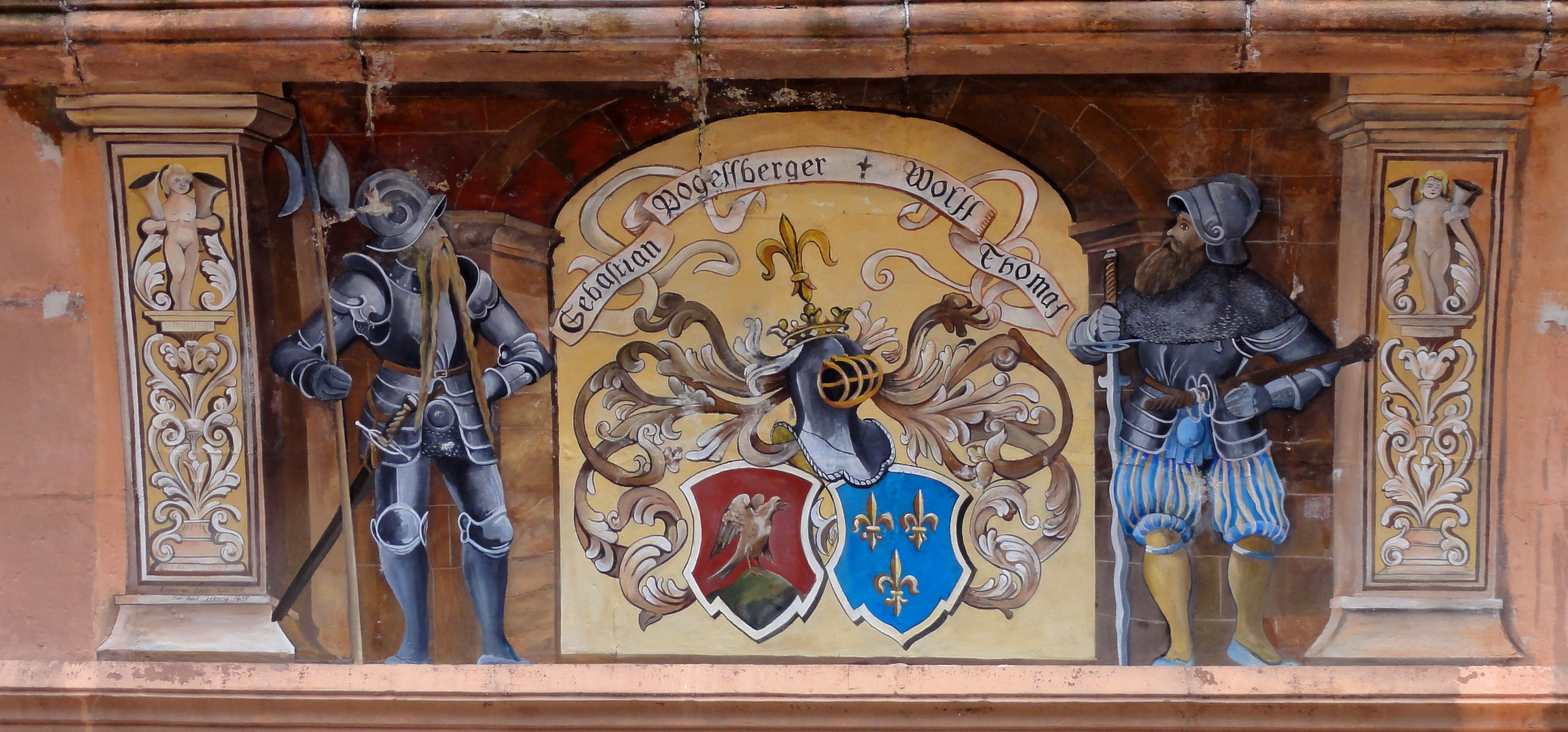
Wappen über Portal der Maison Vogelsberger

Der Söldnerführer Sebastian Vogelsberger ließ sich 1540 in Weißenburg das stattliche Gebäude als Wohnhaus errichten, 1542 erwarb er das Bürgerrecht. Nach seiner Hinrichtung wegen angeblichen Hochverrats im Jahr 1548 wurde sein Besitz enteignet, 1551 erwarb die Stadt Wissembourg das Haus. Nach historischen Angaben wurde es während eines Stadtbrandes 1677 schwer beschädigt und wahrscheinlich im ersten Drittel des 18. Jahrhunderts wieder in Stand gesetzt. Ein Erker wurde wahrscheinlich 1811 durch den Balkon über dem Portal ersetzt. Auf Sandsteinträgern wurden Reste der von Vogelsberger in Auftrag gegebenen Bemalung gefunden. Restaurierungen fanden wohl 1874 und 1904, unsachgemäße Arbeiten 1935 statt. 1804 bis 1807 war das Gebäude Sitz der Unterpräfektur. Nach einigen Jahren in Privatbesitz befand es sich bis 1871 im Besitz der Post. Darauf wurde es von der deutschen Militärverwaltung erworben und war Sitz des Garnisonskommandanten. Nach dem Zweiten Weltkrieg gelangte es wieder in den Besitz der Stadt Weißenburg und wird derzeit als Teil eines Schulgebäudes genutzt.